# إيرنيستو غوميز
إيرنيستو غوميز (بالإسبانية: Ernesto Gómez Gómez)‏ (26 أبريل 1985 مدريد إسبانيا - ) هو لاعب كرة قدم إسباني يلعب كلاعب وسط.

## روابط خارجية
- إيرنيستو غوميز على موقع قاعدة بيانات كرة القدم.إي يو (الإنجليزية)
- إيرنيستو غوميز على موقع Soccerway.com (الإنجليزية)
- إيرنيستو غوميز على موقع AS.com (الإسبانية)